# Yuri Ichii
Yuri Ichii (市井 由理?, Ichii Yuri; Giappone, 20 dicembre 1972) è una rapper e cantante giapponese che ha debuttato come membro del gruppo femminile J-pop Tokyo Performance Doll (TPD), scioltosi nel 1996, insieme a Ryōko Shinohara.

## Carriera
Dopo essersi esibita per un breve periodo con le TPD, però, Yuri iniziò a cercare qualcosa di diverso e trovò ispirazione del rap e nell'hip hop. A febbraio del 1994, la cantante si esibì per la prima volta in un concerto del nuovo genere con l'amico Gaku, dell'allora gruppo East End, e fu notata dall'etichetta discografica indipendente File Records. Fu quest'ultima, che aveva già sotto contratto gli East End, a decidere una collaborazione tra il gruppo e Yuri per un mini-album.
Inizialmente DJ Yoggy, uno dei membri del gruppo, rifiutò la collaborazione a causa del fatto che Yuri era appena uscita da un gruppetto j-pop di idol, tuttavia dopo vari ripensamenti, a giugno del 1994, gli East End X Yuri pubblicarono il mini-album programmato. Esso, contenente quattro canzoni, si intitolava Denim-ed Soul e fu pubblicato dalla File Records. L'album ebbe un discreto successo, e permise al gruppo di dare avvio alla scalata delle classifiche musicali.

## Immagine
Vista principalmente come una star del rap rassicurante ed appartenente alla classe media, Yuri non era esattamente considerata l'emblema del rap "gangsta", considerazione rafforzata dal suo look allora da tenera sedicenne che tradiva la sua età. In un'intervista al quotidiano Tokyo Journal, lei stessa si è espressa: "Se sembrassi più cresciuta e più sexy, potrei usare parole oscene. Ma non penso che quelle parole siano realmente adatte a me".
Sebbene il rap giapponese sia stato influenzato da quello americano, i due stili differiscono drasticamente. I giapponesi tendono ad imitare quasi tutto ciò che abbia a che fare con l'hip hop, dai vestiti allo stile ai ritmi, tuttavia a loro manca la ribellione violenta del rap originale. I testi hip hop giapponesi sono pieni di parole gentili, e tendono per lo più a mostrare la differenza tra la loro tranquilla noncuranza in rapporto alla massa di persone in uniforme da lavoro durante i giorni della settimana. Vi è, tra le stesse canzoni di Yuri, una che enfatizza in modo particolare la differenza tra il rap giapponese e quello americano, intitolata Chase the Chance. A parte rari casi come questo, i rapper giapponesi come Yuri Ichii si focalizzano su argomenti più leggeri, quali l'amore, l'invidia, i capelli, i telefoni cellulari e perfino il cibo.